# Kallstroemia tucumanensis
Kallstroemia tucumanensis är en pockenholtsväxtart som beskrevs av Descole, O'donell & Lourteig. Kallstroemia tucumanensis ingår i släktet Kallstroemia och familjen pockenholtsväxter. Inga underarter finns listade i Catalogue of Life.